# San Juan Bautista (Guatemala)
San Juan Bautista è un comune del Guatemala facente parte del dipartimento di Suchitepéquez.